# Félix Loustau
Félix Loustau (Avellaneda, 25 december 1922 – aldaar, 5 januari 2003) was een Argentijnse voetballer. 
Hij maakte samen met Adolfo Pedernera, José Manuel Moreno, Juan Carlos Muñoz en Ángel Labruna, deel uit van La Máquina, dat begin jaren veertig de competitie domineerde. Hoewel deze aanvalslinie maar 18 wedstrijden samen speelden, worden ze gezien als de beste aanval in het Argentijnse voetbal. Trainer en voormalige speler Carlos Peucelle zei dat zijn team bestond uit één doelman en tien aanvallers. Doordat zijn hoogtepunt in de periode van de Tweede Wereldoorlog lag is zijn carrière als international eerder beperkt. 